# 1902-es norvég labdarúgókupa
A 1902-es norvég labdarúgókupa a Norvég labdarúgókupa 1. szezonja volt. A kupát először Kristiania IF és a Norvég labdarúgó-szövetség szervezte meg mint versenyt, amelyet később hivatalosan is kupának neveztek el. Öt csapat csatlakozott ehhez a versenyhez. Az Odd mérkőzés nélkül a döntőbe jutott. A tornát a Grane csapata nyerte.

## Első kör
| 1. csapat       | Eredmény | 2. csapat     |
| --------------- | -------- | ------------- |
| 1902. június 1. |          |               |
| Grane           | 10–0     | Porsgrunds FC |
| Lyn             | 0–2      | Spring        |

## Elődöntő
| 1. csapat        | Eredmény | 2. csapat |
| ---------------- | -------- | --------- |
| 1902. június 15. |          |           |
| Grane            | 4–0      | Spring    |

## Döntő
| 1902. június 16. |

| Grane        | 2–0 | Odd |
| ------------ | --- | --- |
| Thune-Larsen |     |     |

| Frogner stadion, Kristiania Játékvezető: Bredo Larsen (Lyn) |